# Lažanští z Bukové
Lažanští z Bukové jsou český šlechtický rod. Původně vladykové ze západních Čech dosáhli v 17. století panského stavu (1630) a nakonec říšského hraběcího titulu s právem palatinátu (1637).
V několika generacích potomků prvního hraběte Ferdinanda Rudolfa Lažanského se Lažanští uplatňovali v zemských úřadech, prosluli také jako barokní mecenáši s vazbami na přední umělce z různých oborů (Jan Brokoff, Jan Baptista Mathey, Petr Brandl). Nejvýznamnější stopu zanechali v Manětíně, kde počátkem 18. století podnikli radikální přestavbu města a zámku. Manětín spolu s později získaným Rabštejnem (1748) a Chyší (1766) patřil ke stěžejním rodovým majetkům až do 20. století. Od konce 18. století zastávali členové rodu nejvyšší funkce ve státní správě, Prokop I. Lažanský (1741–1804), byl nejvyšším purkrabím a nejvyšším kancléřem, jeho synové Prokop II. Lažanský z Bukové (1771–1823) a Jan Nepomuk Lažanský (1774–1830) zastávali také vysoké funkce ve státním aparátu, v další generaci byl Leopold I. Lažanský (1808–1860) dlouholetým místodržitelem na Moravě (1850–1860). Lažanští nepatřili k nejbohatším rodům, koncem 19. století na velkostatcích Manětín, Rabštejn nad Střelou a Chyše vlastnili přibližně 10 000 hektarů půdy. Obě české větve rodu vymřely ve 20. století (1932, 1969) a jejich majetek byl zkonfiskován. Dodnes žije potomstvo třetí rakouské větve, která již v 19. století ztratila vazby na České království. Během 17. až 20. století vlastnili Lažanští několik paláců v Praze, nejznámější z nich je palác Lažanských z 19. století s kavárnou Slavia.

## Historie

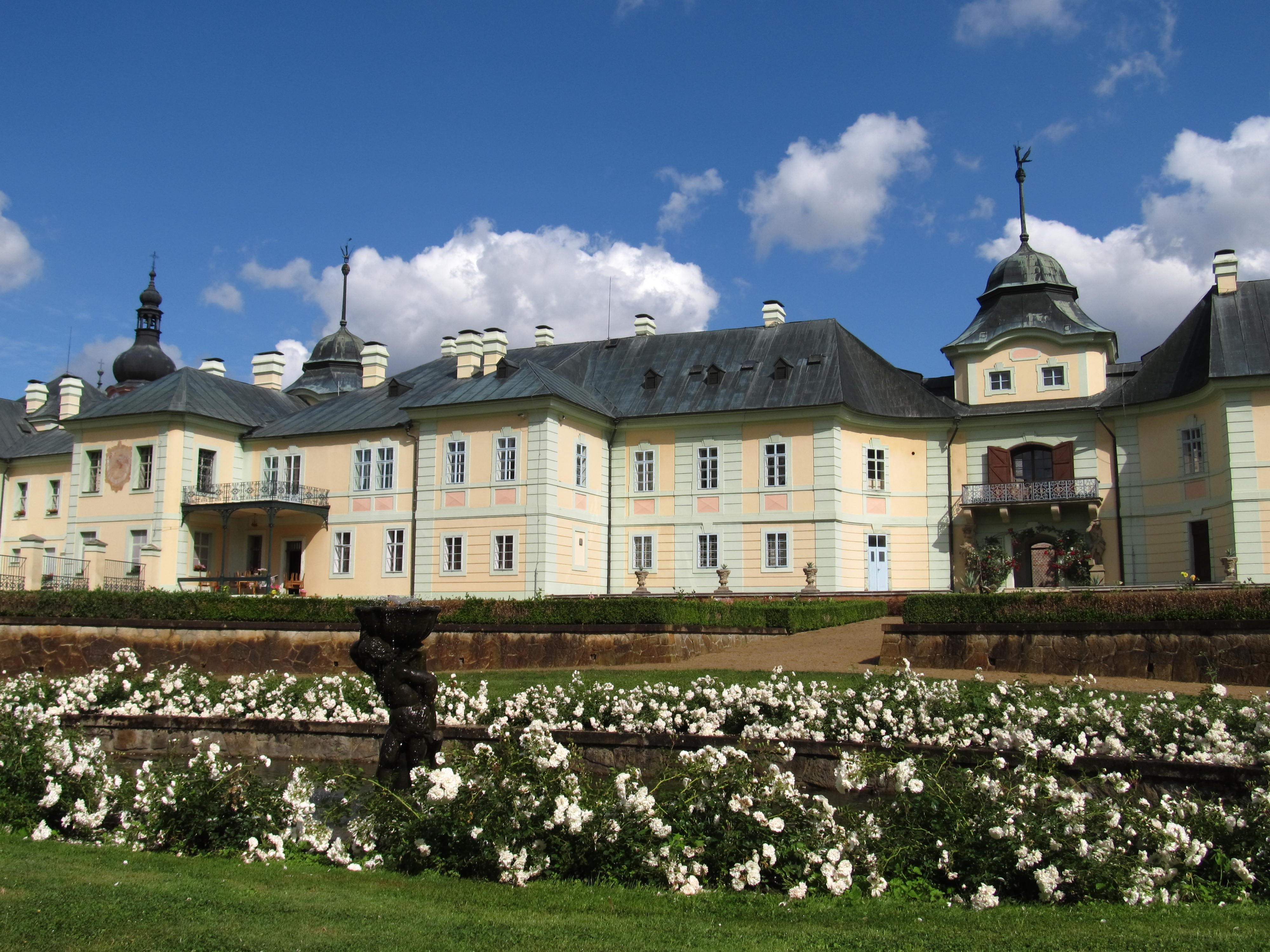
Zámek Manětín, sídlo rodu Lažanských v letech 1639–1945

Lažanští byli původně vladyckým rodem usazeným na pomezí západních a jižních Čech, kde od 15. století vlastnili drobné statky na Horažďovicku a Klatovsku. Podle erbovního znamení je pravděpodobný společný původ s rodem Chotků. Jméno Lažanský z Bukové se ustálilo v 15. století na základě vlastnictví statků Lažany (dnešní Defurovy Lažany), které jim patřily od roku 1460, a Buková na Klatovsku, kde se poprvé připomíná Oldřich z Bukové již v roce 1354. V polovině 16. století rozšířili majetkové aktivity v oblasti na sever od Plzně, kde jim patřil statek Chříč. Bratři Oldřich a Šebestián Lažanští nechali přestavět chříčskou tvrz a majetek rozšířili dalšími nákupy, nakonec byla ale Chříč prodána kvůli dluhům v roce 1585 (v 18. století se ale do majetku Lažanských dočasně vrátila). Šebestián Lažanský zastával na přelomu 16. a 17. století funkci nejvyššího berníka Českého království a kromě statků v různých částech Čech vlastnil také nemovitosti v Praze.
Zakladatelem společenského a majetkového vzestupu byl Ferdinand Rudolf (1590–1657), syn Šebestiána Lažanského a Zuzany, rozené Nebílovské z Drahobuze. Jeho kariéra je spojena se službou v armádě a u dvora. V pobělohorských konfiskacích získal menší statky v různých částech Čech, především ale v roce 1639 zdědil po své sestře Ester, provdané Mitrovské, panství Manětín, které se stalo majetkovou základnou Lažanských až do 20. století. Ferdinand Rudolf Lažanský měl ze dvou manželství početné potomstvo, ale jediným pokračovatelem rodu se stal syn Karel Maxmilián (1639–1695), který zastával vysoké úřady v zemské správě a nakonec byl nejvyšším dvorským sudím (1688–1695). Kromě toho přispěl k rozšíření rodového majetku v různých částech Čech a byl také iniciátorem přestavby rodového paláce v Praze. Měl dva syny, kteří se rozdělili o dědictví v roce 1699. Mladší Adam Vít (1680–1737) převzal statky v jižních Čechách (Osek, Bratronice a pražský palác. Jeho potomstvo vymřelo v 18. století, kvůli značnému zadlužení ale ještě předtím došlo ke ztrátě většiny majetku. Starší syn Karla Maxmiliána Václav Josef (1674–1715) rozšířil dalšími nákupy a dědictvím rodový majetek o další statky (Chříč, Struhaře). Zastával nižší úřady v zemské správě, ale především se spolu s manželkou Marií Gabrielou, rozenou Černínovou (1691–1758), zasloužil o barokní podobu zámeckého areálu a města v Manětíně. Budování barokní kulturní krajiny a udržování bohatého společenského života v Manětíně pokračovalo ještě za jejich syna Maxmiliána Václava (1710–1776), který byl c.k. tajným radou a zastával úřady hejtmana v Loketském a Plzeňském kraji, rodový majetek obohatil přikoupením panství Rabštejn nad Střelou (1748), které bylo spojeno s Manětínem až do roku 1945. Díky vysokým částkám vynakládaným v oblasti architektury a umění se rod Lažanských dostal během 18. století do dlouhodobé finanční krize. Pokles rodové prestiže dokládá mimo jiné potomstvo Maxmiliána Václava, z jehož osmi dcer jen jedna se mohla provdat.

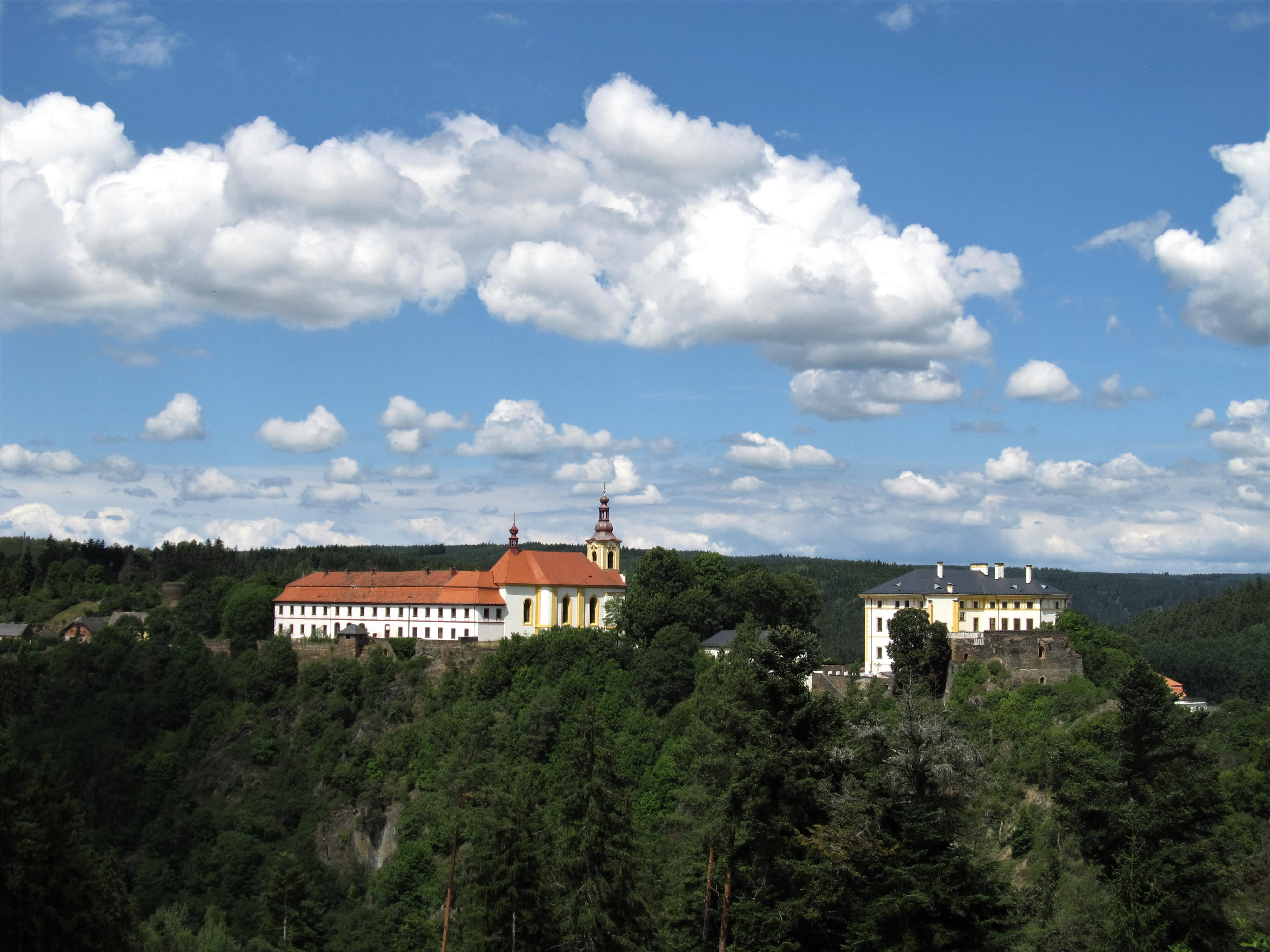
Rabštejn nad Střelou, majetek Lažanských v letech 1748–1945

Po smrti Maxmiliána Václava byl pokračovatelem rodu syn Prokop I. (1740–1804), který ve státních službách dosáhl nejvyšších funkcí v zemské správě, byl mimo jiné českým nejvyšším purkrabím (1792–1794) a poté nejvyšším kancléřem (1796–1802), známé jsou také jeho aktivity v Královské české společnosti nauk, jejímž byl prezidentem (1789–1794). Přes četné finanční problémy (pro vysoké dluhy muselo být prodáno panství Chříč) rozšířil rodový majetek zakoupením panství Chyše (1766), které se stalo jedním z hlavních rodových sídel do 20. století. Prokop I. byl dvakrát ženatý, jeho druhá manželka Udalrika z Falkenhaynu (1765–1852) byla později nejvyšší hofmistryní císařovny Karolíny Augusty. S první manželkou Valburgou Krakovskou z Kolovrat (1751–1794) měl Prokop I. šest synů, z nichž tři založili rodové větve, chyšskou, manětínskou a rakouskou. Na počátku nejmladší rakouské linie, která jako jediná žije dodnes, stál císařský komoří a důstojník Maxmilián Lažanský (1776–1809) se svou manželkou Antonií Trauttmansdorffovou. Jejich potomstvo dočasně vlastnilo statky v dnešním Rumunsku. Současným představitelem této rodové linie je Oskar Maxmilián Lažanský (*1943).
Nejstarším synem Prokopa I. a zakladatelem chyšské linie byl Prokop II. (1771–1823), který stejně jako otec zastával vysoké funkce ve státní správě, v letech 1805–1813 moravským zemským hejtmanem a v letech 1813–1823 byl česko-haličským dvorským kancléřem. Rodové jmění spravoval nejprve společně s mladším bratrem Janem Nepomukem, nakonec samostatně převzal panství Chyše a Struhaře. Pokračovatelem této větve byl jeho syn Prokop III. (1798–1868), který v mládí také působil ve státních službách, ale později se věnoval správě statků a v letech 1856–1858 přistoupil k novogotické přestavbě zámku v Chyši podle projektu architekta Ignáce Ullmanna. Ullmann byl také autorem stavby paláce Lažanských na Smetanově nábřeží v Praze. Prokop III. zemřel bez mužského potomstva a Chyše přešly dědictvím na potomstvo jeho mladšího bratra Leopolda (1808–1860), který byl dlouholetým místodržitelem na Moravě (1850–1860). Leopold v roce 1842 z pozůstalosti po vymřelém rodu Hrzánů z Harasova koupil polovinu panství Milešov, nevyřešené dědické nároky potomků Hrzánů ale vedly k dlouholetému soudnímu sporu a až v roce 1857 se Leopold stal majitelem celého Milešova. Hned po jeho smrti byl ale Milešov prodán za 400 000 zlatých hrabatům Ledeburům, majitelům sousedních Kostomlat pod Milešovkou. Po smrti Prokopa III. se majitelem velkostatků Chyše a Struhaře stal Leopold II. (1854–1891), poslanec říšské rady a mimo jiné také herec, člen městského divadla ve Vídni a Jihlavě. Po matce zdědil mimo jiné dům ve Vídni na náměstí Stephansplatz (Lazansky Haus). Zemřel bez potomstva a jeho dědicem byl mladší bratr Vladimír (1857–1925), který spolu s bratrancem Janem Karlem z manětínské větve patřil k významným osobnostem českého společenského života na přelomu 19. a 20. století. Vladimír byl poslancem českého zemského sněmu a říšské rady. Jeho syn Prokop IV. Leopold (1904–1969) byl posledním majitelem velkostatku Chyše (majetek mu byl zkonfiskován v roce 1945) a zároveň posledním mužský potomkem této rodové větve. Se svou manželkou Ingeborg, rozenou von Koenigswald, poté přesídlil do jižní Afriky. Měli spolu dvě dcery, mladší Angelika (narozená 1944 v Praze) žije ve Skotsku jako vdova po 6. hraběti z Cawdoru z významného šlechtického rodu Campbellů.

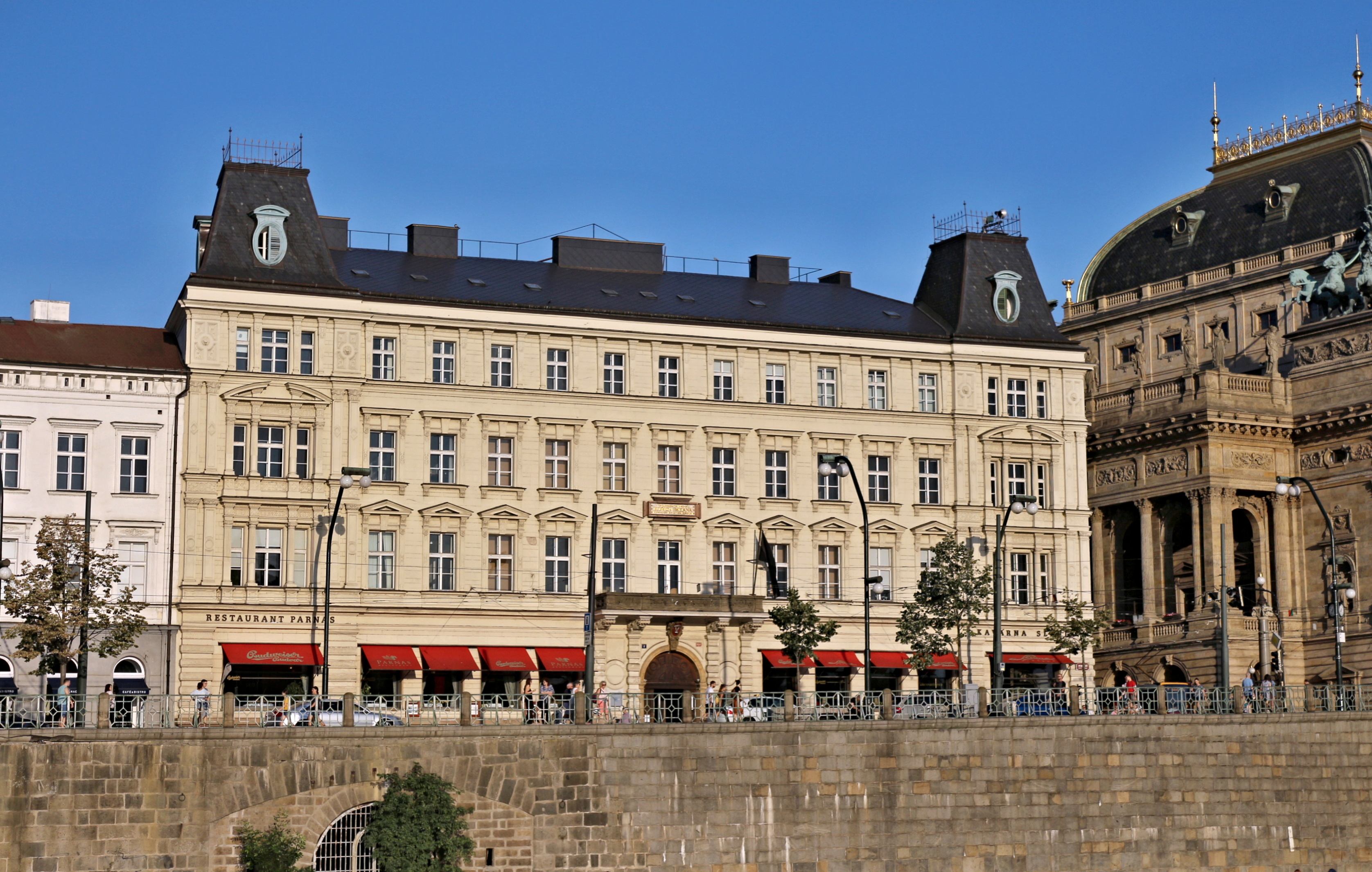
Palác Lažanských na pražském vltavském nábřeží

Zakladatelem manětínské větve byl Jan Nepomuk (1774–1830), který od mládí působil ve státních službách a v letech 1813–1830 zastával funkci nejvyššího sudího Českého království. Původně spolu se starším bratrem spravoval všechen rodinný majetek společně, ale po uzavření dohody mezi sourozenci se stal samostatným majitelem panství Manětín a Rabštejn nad Střelou. V generaci jeho synů Jana Karla (1806–1878) a Prokopa Aloise (1809–1875) bylo vlastnictví těchto velkostatků rozděleno, ale počátkem 20. století je znovu v jedněch rukou držel Jan Karel (1857–1932), který byl dlouholetým poslancem českého zemského sněmu i rakouské říšské rady a navzdory svým nedostatkům v češtině patřil na přelomu 19. a 20. století k významným osobnostem českého společenského života. Byl ženatý s princeznou Idou Schwarzenbergovou (1861–1922) z orlické větve Schwarzenbergů. Jejich jediný syn Karel Jan (1887–1914) vystudoval práva, ale padl hned na počátku první světové války. Jan Karel Lažanský tak v roce 1932 zemřel jako poslední mužský potomek manětínské větve Lažanských a jeho majetek zdědila dcera Terezie (1890–1979) provdaná do rodiny Seilern und Aspang. Předurčeným dědicem Manětína byl její syn Jan Karel Seilern-Aspang (1921–1944), který ale padl za druhé světové války. Terezie Seilern-Aspang, rozená Lažanská, sídlila v Manětíně od roku 1939, po roce 1945 byla odsunuta do Rakouska a Manětín byl jako německý majetek zkonfiskován.

## Osobnosti

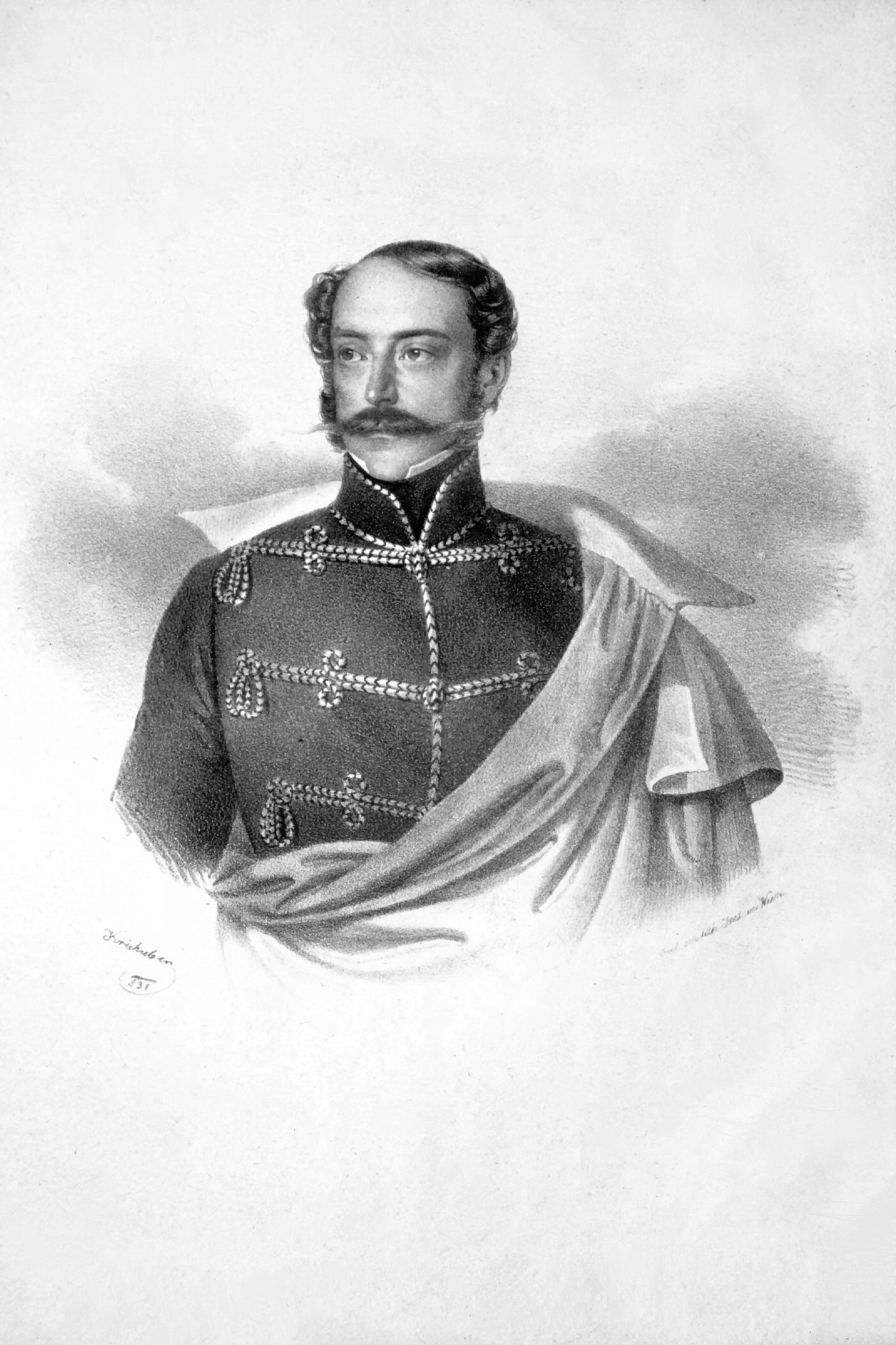
Prokop III. Lažanský

- Ferdinand Rudolf Lažanský z Bukové (1590–1657), císařský plukovník, povýšen na svobodného pána (1630) a říšského hraběte (1637)
- Karel Maxmilián Lažanský z Bukové (1639–1695), prezident apelačního soudu 1685–1688, nejvyšší dvorský sudí 1688–1695
- Václav Josef Lažanský z Bukové (1674–1715), císařský komoří, hejtman Rakovnického a Plzeňského kraje, iniciátor barokní přestavby Manětína
- Marie Gabriela Lažanská z Bukové (1691–1758), abatyše Ústavu šlechtičen, iniciátorka barokní přestavby Manětína
- Maxmilián Václav Lažanský z Bukové (1710–1776), císařský tajný rada, hejtman Loketského a Plzeňského kraje
- Prokop I. Lažanský z Bukové (1740–1804), nejvyšší purkrabí 1792–1794, nejvyšší kancléř 1796–1802
- Prokop II. Lažanský z Bukové (1771–1823), moravský zemský hejtman 1805–1813
- Jan Nepomuk Lažanský z Bukové (1774–1830), nejvyšší zemský sudí Českého království 1813–1830
- Prokop III. Lažanský z Bukové (1798–1868), státní úředník, stavebník paláce Lažanských
- Leopold I. Lažanský z Bukové (1808–1860), místodržitel na Moravě 1850–1860
- Antonín Lažanský z Bukové (1815–1883), c.k. tajný rada, viceprezident místodržitelství v Čechách a na Moravě
- Leopold II. Lažanský z Bukové (1854–1891), herec, poslanec říšské rady
- Vladimír Ferdinand Lažanský z Bukové (1857–1925), poslanec českého zemského sněmu
- Jan Karel Lažanský z Bukové (1857–1932), poslanec českého zemského sněmu a říšské rady, poslední potomek manětínské větve rodu
- Prokop IV. Lažanský z Bukové (1904–1969), cestovatel, majitel velkostatku Chyše, poslední potomek chyšské větve rodu

## Rodová sídla
- Bernartice (1675–1719)
- Bratronice (1681–1737)
- Chříč (1541–1585, 1700–1764)
- Chyše (1766–1945)
- Manětín (1639–1945)
- Milešov (1842–1860)
- Osek (1623–1739)

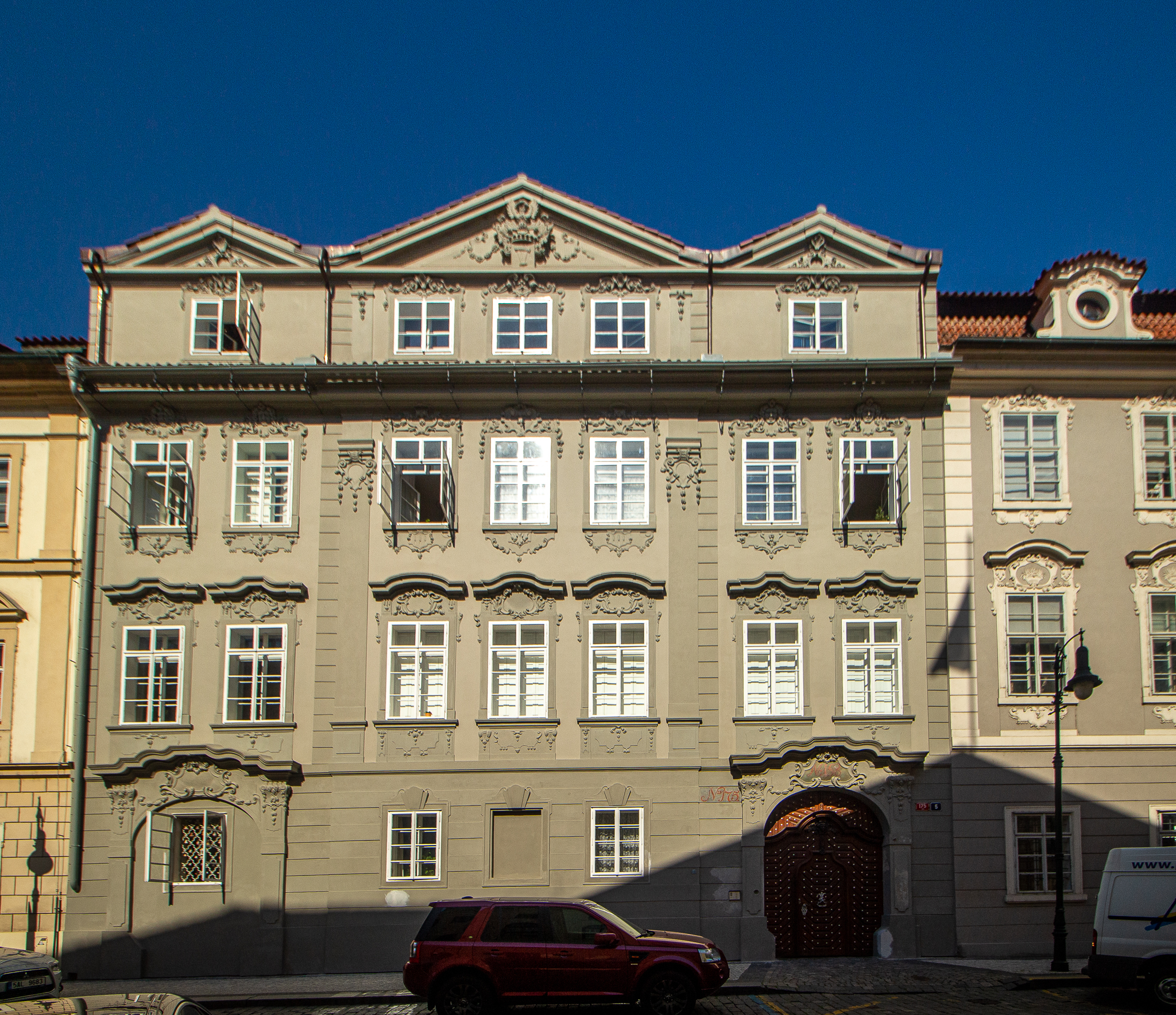
Palác Lažanských ve Sněmovní ulici v Praze na Malé Straně

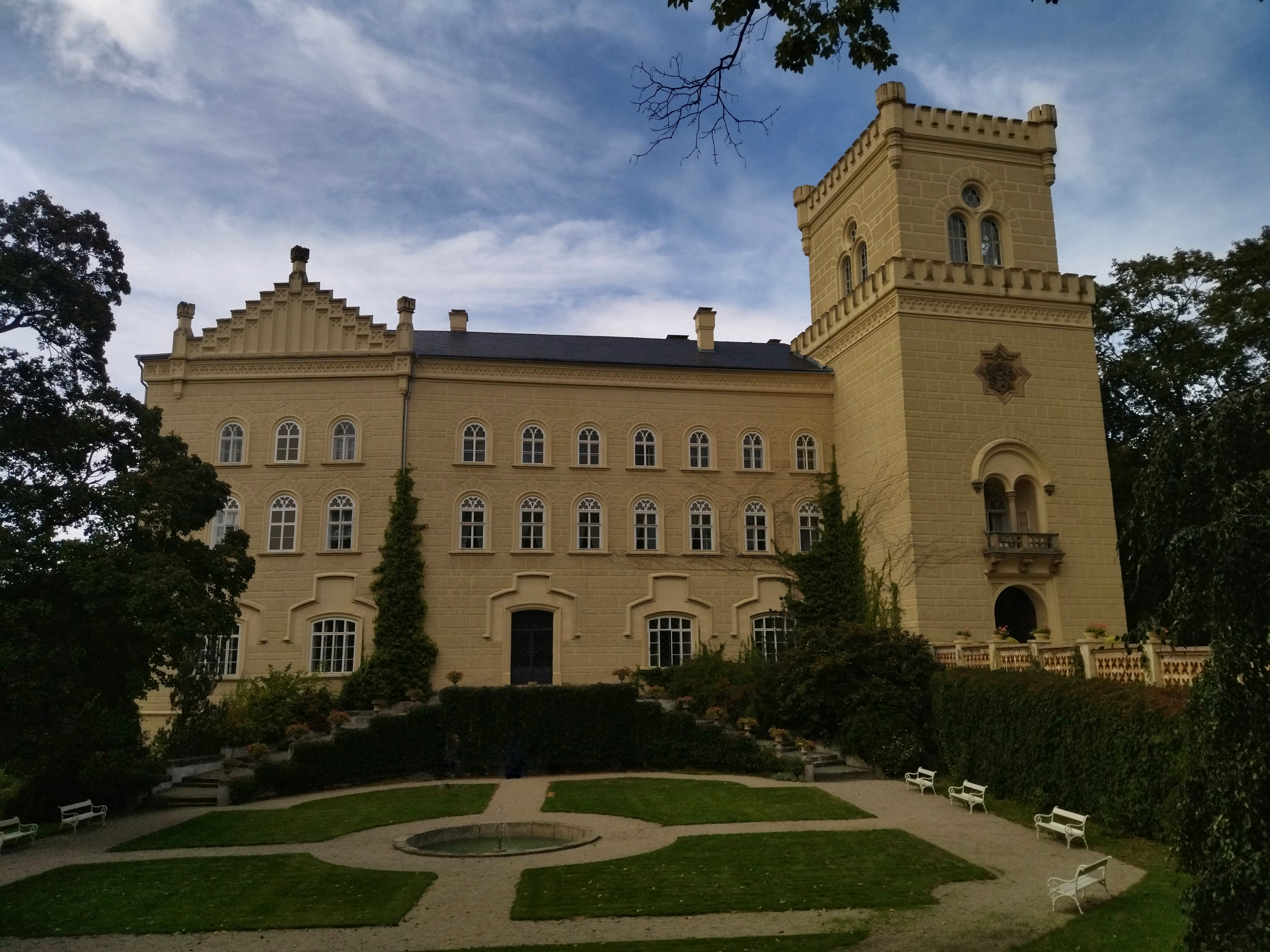
Chyše, jedno z hlavních rodových sídel 1766–1945

- Praha, palác Lažanských na Smetanově nábřeží (1863–1933)
- Praha, palác Lažanských ve Sněmovní ulici
- Praha, palác Lažanských v Karmelitské ulici
- Praha, palác Lažanských na Starém Městě
- Rabštejn nad Střelou (1748–1945)
- Struhaře (1711–1945)

## Erb

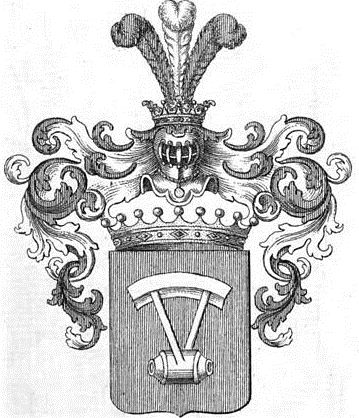
Starší podoba erbu

Lažanští z Bukové užívali stejný erb jako Korbelové z Bukové, totiž část kola, jíž se odedávna říkalo korbel. Toto erbovní znamení se na pečetích objevuje od samého počátku 15. století, patřilo však více rodům, jejichž společný původ je nejasný, např. Chotkům, Žehušickým z Nestajova, Rousům aj. Lažanští měli svůj štít vždy červený, korbel stříbrný, klenotem byla tři pštrosí pera, jedno stříbrné mezi dvěma červenými. Ve stejné podobě zůstal znak i po povýšení do panského stavu roku 1633.